# Corcelles-les-Arts
Corcelles-les-Arts é uma comuna francesa na região administrativa da Borgonha-Franco-Condado, no departamento de Côte-d'Or. Estende-se por uma área de 5,43 km². Em 2010 a comuna tinha 471 habitantes (densidade: 86,7 hab./km²).